# Giani Stelian Kiriță
Giani Stelian Kiriță (Boekarest, 3 maart 1977) is een Roemeens voormalig voetballer. Hij speelde voor verschillende clubs in Roemenië en Turkije. Kiriță was Roemeens international.
Kiriță was het meest succesvol bij Dinamo Boekarest, waar hij van 1997 tot 2003 speelde en ook aanvoerder was. Met die ploeg werd hij tweemaal landskampioen en werd driemaal de nationale beker gewonnen. In 2010 won hij ook nog met Bursaspor de Turkse Süper Lig. Twee jaar later hing hij zijn voetbalschoenen aan de wilgen.

## Erelijst
Dinamo Boekarest
- Liga I: 1999/00, 2001/02
- Cupa României: 1999/00, 2000/01, 2002/03

Bursaspor
- Süper Lig: 2009/10